# رغدة بطرس
رغدة بطرس ناشطة اجتماعية أردنية، وأحد سيدات المجتمع في مدينة عمّان. أسست في عام 2005 منظمة «رواد» وهي أول منظمة في بلاد الشام والأردن تعتمد على تمويل الأفراد وشركات القطاع الخاص فقط دون الاستناد إلى موارد أخرى. فمنظمة رغدة تروج للتعليم والمسؤولية المتبادلة بين مختلف المجتمعات الاجتماعية الاقتصادية بالأردن لتشجيع التنمية والنمو في المناطق الفقيرة. إذ تدعم «رواد» الكثير من المبادرات القائمة على المشاركة المجتمعية والتي تهدف إلى لمساندة الشباب، والمواطنة، والإبداع الاجتماعي، وإلى تغيير السياسات.

## مشروع همزة وصل
في عام 2009 أسست شركة اجتماعية تعمل على إحياء وإثراء النسيج المجتمعي في مدن العالم العربي - أطلقت عليها اسم «همزة وصل»، والتي انطلقت من عمّان إلى باقي مدن العالم العربي، حيث تشجع على العمل المجتمعي النشط المتنوع وإدماج لكل أطياف المجتمع بهدف التصدي للتحديات والكشف عن الفرص الفريدة الكامنة في المدن والمجتمعات. كما يتم الاستثمار في الأفكار ويتم دعم أصحابها من أجل ضمان وجود هؤلاء الأشخاص الفاعلين في قلب عملية التنمية المجتمعية.